# Bossanova (álbum)
Bossanova es el tercer álbum de estudio de Pixies. Fue lanzado el 13 de agosto de 1990, a través del sello independiente 4AD Records en el Reino Unido y Elektra Records en los Estados Unidos. El sonido del disco, inspirado por el surf rock y el space Rock, complementa su énfasis en el espacio exterior, que a su vez hace referencia a los aliens y a los Ovnis.
Debido a que 4AD Records era un sello independiente, Elektra Records manejó la distribución en los Estados Unidos. Bossanova alcanzó el puesto 70 en los Billboard 200. El álbum también llegó a puesto 3 en UK Album Charts. Dos singles salieron del material, "Velouria" y "Dig for fire".

## Grabación del álbum
Luego de la gira de Doolittle, en enero de 1990, los Integrantes de la banda se mudaron de Boston a Los Ángeles, excepto la bajista Kim Deal, quien permaneció en el Reino Unido para grabar el primer álbum de estudio de The Breeders, con Steve Albini como productor. Deal finalmente decidió viajar a Los Ángeles con el resto del grupo. 
Pixies comenzó a grabar material para Bossanova en Cherokee Studios, en febrero de 1990, donde las sesiones tuvieron problemas. Norton dijo que no se podía grabar nada después de las seis de la tarde porque la mesa de grabación recogía estaciones de radio piratas. Norton decidió trabajar en las sobregrabaciones en otro lugar durante unos días hasta que se corrigió el problema, pero cuando regresó a Cherokee descubrió que cada vez que se conectaba algo a un amplificador de guitarra generaba "este zumbido increíble". Norton se negó a contarle el problema al propietario de 4AD, Ivo Watts-Russell, hasta que sintió que podía solucionarlo. Un día, mientras visitaban un bar, Gil Norton y Joey Santiago se reunieron con el productor Rick Rubin, a quien informaron sobre su situación. Rubin hizo que su secretaria encontrara otro estudio para el grupo, y la banda continuó grabando en Master Control.
Una canción del álbum, "Blown Away", había sido escrita en España a principios de junio de 1989 durante una gira. La canción fue grabada en Hansa Tonstudio después de su concierto en Berlín el 19 de junio de 1989, con el productor Gil Norton, quien fue llevado especialmente para la sesión de una canción.
A diferencia de los registros anteriores, muchas canciones se escribieron en el estudio y se crearon pocos demos. Santiago dijo que la banda solo practiaron por dos semanas, en contraste con la práctica previa en Boston, donde el grupo ensayaba constantemente. Black Francis señaló: "Así que estaba escribiendo [letras] en servilletas cinco minutos antes de cantar. A veces es bueno, a veces no. Esa es la naturaleza de la composición".

## Publicación
El álbum fue lanzado en agosto de 1990 en 4AD en el Reino Unido, y conjuntamente por 4AD y Elektra en los Estados Unidos. Después de que 4AD volvió a adquirir los derechos exclusivos de distribución para el catálogo posterior de Pixies, un CD reeditado (aunque no remasterizado) apareció únicamente en 4AD en los EE. UU. En 2004. Mobile Fidelity Sound Lab lanzó una versión en 2008 que fue remasterizada desde el análogo original cintas maestras

## Recibimiento
Las críticas del Reino Unido de Bossanova fueron generalmente positivas. Mat Snow, de Q, en su reseña de Bossanova en septiembre de 1990, dijo que "los Pixies son maestros de la incongruencia calculada", y comentó que "les dan a otros rockeros una lección objetiva sobre los primeros principios de cómo debería hacerse". NME señaló que la producción del álbum "se inclina hacia el duro grunge del garaje de Surfer Rosa, aunque las canciones conservan las fuertes melodías de Doolittle", y dijo que "Bossanova es el LP compuesto de Pixies".
Rolling Stone le dio a Bossanova tres estrellas de cinco. En comparación con los álbumes anteriores, la crítica Moira McCormick describió a Bossanova como "más un álbum de rock directo, según los estándares de los Pixies, lo que significa que todavía está a salvo del mainstream".
La revista británica Select hizo de Bossanova su álbum del año para 1990. El álbum también se incluyó en el libro 1001 Álbumes que debes escuchar antes de morir.

## Lista de canciones
1. "Cecilia Ann" - 2:07
2. "Rock Music" - 1:53
3. "Velouria" - 3:41
4. "Allison" - 1:20
5. "Is She Weird" - 3:02
6. "Ana" - 2:10
7. "All Over the World" - 5:30
8. "Dig For Fire" - 3:04
9. "Down to the Well" - 2:30
10. "The Happening" - 4:20
11. "Blown Away" - 2:21
12. "Hang Wire" - 2:02
13. "Stormy Weather" - 3:30
14. "Havalina" - 2:35